# 哈德贝克
哈德贝克是德国石勒苏益格－荷尔斯泰因州的一个市镇。总面积10.01平方公里，总人口466人，其中男性238人，女性228人（2011年12月31日），人口密度47人/平方公里。